# Volta a Cataluña 2007
La 87ª edición de la Volta a Cataluña, disputada en 2007 entre el 21 al 27 de mayo, estuvo dividida en siete etapas, por un total de 1.032 km. 
En esta edición se decidió apostar por la montaña, con dos etapas con final en alto. La cuarta con final en Vallnord-Arinsal; y la quinta, una cronoescalada con final en Vallnord-Arcalís. También destacaba la vuelta de la Contrarreloj por equipos durante la primera etapa.
La carrera comenzaba sin un favorito claro, y al final fue Karpets quien consiguió el triunfo final, demostrando que era el ciclista más fuerte y también por la ayuda de su equipo.

## Etapas
| Etapa    | Fecha      | Recorrido                       | Km     | Vencedor de etapa       | Líder de la clasificación general |
| 1ª etapa | 21 de mayo | Salou - Salou (CRE)             | 15 km  | Caisse d'Epargne        | Vladimir Karpets                  |
| 2ª etapa | 22 de mayo | Salou - Perafort                | 170 km | Mark Cavendish          | Imanol Erviti                     |
| 3ª etapa | 23 de mayo | Perafort - Tàrrega              | 183 km | Allan Davis             | Imanol Erviti                     |
| 4ª etapa | 24 de mayo | Tàrrega - Vallnord-Arinsal      | 204 km | Óscar Sevilla           | Óscar Sevilla                     |
| 5ª etapa | 25 de mayo | Sornàs - Vallnord-Arcalís (CRI) | 17 km  | Denis Menchov           | Vladimir Karpets                  |
| 6ª etapa | 26 de mayo | Llivia - Lloret de Mar          | 177 km | Mark Cavendish          | Vladimir Karpets                  |
| 7ª etapa | 27 de mayo | Lloret de Mar - Barcelona       | 120 km | Samuel Sánchez González | Vladimir Karpets                  |

### 21-05-2007: Salou, 15,7 km. (CRE)
|   | Equipos          | Tiempo  |
| - | ---------------- | ------- |
| 1 | Caisse d'Epargne | 16' 54" |
| 2 | Team CSC         | + 16"   |
| 3 | Astana           | + 17"   |

|   | Ciclista         | Equipo           | Tiempo  |
| - | ---------------- | ---------------- | ------- |
| 1 | Vladimir Karpets | Caisse d'Epargne | 16' 54" |
| 2 | Óscar Pereiro    | Caisse d'Epargne | m. t.   |
| 3 | Iván Gutiérrez   | Caisse d'Epargne | m. t.   |

### 22-05-2007: Salou-Perafort, 170 km.
|   | Ciclista       | Equipo   | Tiempo     |
| - | -------------- | -------- | ---------- |
| 1 | Mark Cavendish | T-Mobile | 4h 01' 47" |
| 2 | Aaron Kemps    | Astana   | m. t.      |
| 3 | Leonardo Duque | Cofidis  | m. t.      |

|   | Ciclista         | Equipo           | Tiempo     |
| - | ---------------- | ---------------- | ---------- |
| 1 | Imanol Erviti    | Caisse d'Epargne | 4h 18' 40" |
| 2 | Iván Gutiérrez   | Caisse d'Epargne | + 1"       |
| 3 | Vladímir Karpets | Caisse d'Epargne | + 1"       |

### 23-05-2007: Perafort-Tàrrega, 182,1 km.
|   | Ciclista        | Equipo            | Tiempo     |
| - | --------------- | ----------------- | ---------- |
| 1 | Allan Davis     | Discovery Channel | 4h 29' 26" |
| 2 | Baden Cooke     | Unibet.com        | s.t.       |
| 3 | Daniele Bennati | Lampre-Fondital   | s.t.       |

|   | Ciclista         | Equipo           | Tiempo     |
| - | ---------------- | ---------------- | ---------- |
| 1 | Imanol Erviti    | Caisse d'Epargne | 8h 48' 06" |
| 2 | Iván Gutiérrez   | Caisse d'Epargne | + 1"       |
| 3 | Vladimir Karpets | Caisse d'Epargne | + 1"       |

### 24-05-2007: Tàrrega-Vallnord Arinsal, 197,4 km.
|   | Ciclista          | Equipo          | Tiempo     |
| - | ----------------- | --------------- | ---------- |
| 1 | Óscar Sevilla     | Relax-GAM       | 6h 06' 43" |
| 2 | Michael Rogers    | T-Mobile        | + 33"      |
| 3 | Christophe Moreau | AG2R Prévoyance | + 34"      |

|   | Ciclista         | Equipo           | Tiempo      |
| - | ---------------- | ---------------- | ----------- |
| 1 | Óscar Sevilla    | Relax-GAM        | 14h 55' 22" |
| 2 | Vladimir Karpets | Caisse d'Epargne | + 31"       |
| 3 | Michael Rogers   | T-Mobile         | + 35"       |

### 25-05-2007: Sornàs-Vallnord Arcalís, 17,1 km. (CRI)
|   | Ciclista         | Equipo             | Tiempo  |
| - | ---------------- | ------------------ | ------- |
| 1 | Denis Menchov    | Rabobank           | 38' 58" |
| 2 | Vladímir Karpets | Caisse d'Epargne   | + 4"    |
| 3 | Rémy Di Gregorio | Française des Jeux | + 24"   |

|   | Ciclista         | Equipo           | Tiempo      |
| - | ---------------- | ---------------- | ----------- |
| 1 | Vladímir Karpets | Caisse d'Epargne | 15h 34' 55" |
| 2 | Denis Menchov    | Rabobank         | + 16"       |
| 3 | Michael Rogers   | T-Mobile         | + 40"       |

### 26-05-2007: Llivia-Lloret de Mar, 177,1 km.
|   | Ciclista       | Equipo          | Tiempo     |
| - | -------------- | --------------- | ---------- |
| 1 | Mark Cavendish | T-Mobile        | 3h 59' 55" |
| 2 | Leonardo Duque | Cofidis         | m. t.      |
| 3 | Paolo Bossoni  | Lampre-Fondital | m. t.      |

|   | Ciclista         | Equipo           | Tiempo      |
| - | ---------------- | ---------------- | ----------- |
| 1 | Vladímir Karpets | Caisse d'Epargne | 19h 34' 50" |
| 2 | Michael Rogers   | T-Mobile         | + 40"       |
| 3 | Denis Menchov    | Rabobank         | + 44"       |

### 27-05-2007: Lloret de Mar-Barcelona, 119,3 km.
|   | Ciclista            | Equipo            | Tiempo     |
| - | ------------------- | ----------------- | ---------- |
| 1 | Samuel Sánchez      | Euskaltel-Euskadi | 2h 46' 06" |
| 2 | Aleksandr Vinokúrov | Astana            | + 5"       |
| 3 | Denis Menchov       | Rabobank          | + 9"       |

|   | Ciclista         | Equipo           | Tiempo      |
| - | ---------------- | ---------------- | ----------- |
| 1 | Vladimir Karpets | Caisse d'Epargne | 22h 21' 05" |
| 2 | Michael Rogers   | T-Mobile         | + 40"       |
| 3 | Denis Menchov    | Rabobank         | + 40"       |

## Clasificaciones finales

### Clasificación general
| Posición | Ciclista          | Equipo            | Tiempo      |
| -------- | ----------------- | ----------------- | ----------- |
|          | Vladimir Karpets  | Caisse d'Epargne  | 22h 21' 05" |
| 2        | Michael Rogers    | T-Mobile          | + 40"       |
| 3        | Denis Menchov     | Rabobank          | m. t.       |
| 4        | Christophe Moreau | AG2R Prévoyance   | + 1' 34"    |
| 5        | Óscar Sevilla     | Relax-GAM         | m. t.       |
| 6        | Francisco Mancebo | Relax-GAM         | + 1' 59"    |
| 7        | John Gadret       | AG2R Prévoyance   | + 2' 19"    |
| 8        | Marcos Serrano    | Karpin Galicia    | + 2' 39"    |
| 9        | Laurens ten Dam   | Unibet            | + 2' 44"    |
| 10       | Janez Brajkovič   | Discovery Channel | + 2' 47"    |

|   | Ciclista        | Equipo         | Puntos   |
| - | --------------- | -------------- | -------- |
| 1 | Luis Pasamontes | Unibet         | 86 punts |
| 2 | Denis Menchov   | Rabobank       | 51 punts |
| 3 | Eladio Jiménez  | Karpin Galicia | 43 punts |

|   | Ciclista       | Equipo   | Puntos   |
| - | -------------- | -------- | -------- |
| 1 | Denis Menchov  | Rabobank | 55 punts |
| 2 | Mark Cavendish | T-Mobile | 50 punts |
| 3 | Michael Rogers | T-Mobile | 41 punts |

|   | Ciclista                | Equipo            | Puntos   |
| - | ----------------------- | ----------------- | -------- |
| 1 | Victor Hugo Peña        | Unibet            | 9 puntos |
| 2 | Francisco José Martínez | Andalucía-Cajasur | 7 puntos |
| 3 | José Ruiz               | Andalucía-Cajasur | 6 puntos |

|   | Equipo          | País    | Tiempo      |
| - | --------------- | ------- | ----------- |
| 1 | Relax-GAM       | España  | 67h 10' 29" |
| 2 | AG2R Prévoyance | Francia | + 1'13"     |
| 3 | Unibet          | Suecia  | + 3'07"     |

## Progreso de las clasificaciones
| Etapa (Guanyador)              | Clasificación General | Clasificación de la Montaña | Clasificación por Puntos | Clasificación de las metas volantes | Clasificación por equips |
| ------------------------------ | --------------------- | --------------------------- | ------------------------ | ----------------------------------- | ------------------------ |
| Etapa (CRE) (Caisse d'Epargne) | Vladimir Karpets      | Christian Vande Velde       | no se entrega            | no se entrega                       | Caisse d'Epargne         |
| Etapa 2 (Mark Cavendish)       | Imanol Erviti         | Francisco José Martínez     | Mark Cavendish           | Victor Hugo Peña                    | Caisse d'Epargne         |
| Etapa 3 (Allan Davis)          | Imanol Erviti         | Francisco José Martínez     | Baden Cooke              | Victor Hugo Peña                    | Caisse d'Epargne         |
| Etapa 4 (Óscar Sevilla)        | Óscar Sevilla         | Luis Pasamontes             | Baden Cooke              | Luis Pasamontes                     | Relax-GAM                |
| Etapa 5 (Denís Menchov)        | Vladimir Karpets      | Luis Pasamontes             | Denis Menchov            | Luis Pasamontes                     | Relax-GAM                |
| Etapa 6 (Mark Cavendish)       | Vladimir Karpets      | Luis Pasamontes             | Mark Cavendish           | Victor Hugo Peña                    | Relax-GAM                |
| Etapa 7 (Samuel Sánchez)       | Vladimir Karpets      | Luis Pasamontes             | Denis Menchov            | Victor Hugo Peña                    | Relax-GAM                |
| Clasificación final            | Vladimir Karpets      | Luis Pasamontes             | Denis Menchov            | Victor Hugo Peña                    | Relax-GAM                |